# Ослябя (большой десантный корабль)
«Ослябя» (БДК-101) — большой десантный корабль проекта 775 (по кодификации НАТО — Ropucha class), состоящий на вооружении Тихоокеанского флота ВМФ России (Фокино, 100-я бригада десантных кораблей). Построен в Польше на верфи «Сточня Полноцна имени Бохатерув Вестерплятте» в Гданьске под заводским номером 775/14.

## История проекта
Проект десантного корабля был разработан в соответствии с ТТЗ, утверждёнными Главнокомандующим ВМФ Адмиралом Флота Советского Союза Сергеем Георгиевичем Горшковым в 1968 году. Польский инженер О. Высоцкий был назначен главным конструктором проекта, а главным наблюдающим от ВМФ СССР капитан 1-го ранга Б. М. Моложожников, на этой должности его сменил гражданский специалист М. И. Рыбников. Старшим представителем заказчика в ПНР стал Л. В. Луговин. Новый корабль пришёл на смену средним десантным кораблям проектов 770, 771 и 773. Строительство кораблей проекта велось на польском судостроительном заводе «Stocznia Polnocna» в городе Гданьск и состояло из трех серий. Первая серия проекта 775 включала 12 кораблей. С началом строительства кораблей второй серии они были переклассифицированы в большие десантные корабли 2-го ранга. Вторая серия включила 13 кораблей, отличающихся от первой серии составом радиотехнического вооружения. Третья серия из трёх кораблей строилась по существенно доработанному проекту, получившему обозначение 775М. На эти корабли установили другие РЛС ОВНЦ и изменили состав артиллерийского вооружения.

## Конструкция
БДК «Ослябя» является многопалубным, плоскодонным десантным кораблём внутренней морской зоны с полубаком и развитой кормовой надстройкой. Предназначен для переброски морем войск, военной техники и высадки морского десанта на необорудованное побережье. Выгрузка техники и грузов может проходить как с кормы, так и со стороны носовой части.
Размеры танкового трюма: длина 95 метра, ширина 4,5 метра, высота 4,5 метра. Может транспортировать 10 средних/основных танков (до 41 т) и 340 десантников или 12 единиц бронетехники и 340 десантников или 3 средних/основных танков (до 41 т), 3 САУ 2С9 «Нона-С», 5 МТ-ЛБ, 4 грузовых автомашины и 313 десантников или 500 тонн груза. Так же БДК способен транспортировать различные виды техники и грузов не военного назначения. Корабли этого проекта являются основой российского десантного флота России.
- Основной боевой
танк Т-80У
- Бронированная гусеничная
 машина БМП-3
- БТР-80
- Морская пехота ВМФ РФ
на борту БДК

### Вооружение
- Две спаренные 57-мм артиллерийские установки АК-725 на 2200 выстрелов с системой дистанционного наведения и управления огнём МР-103 «Барс».
- Пусковая установка МС-73 для 122-мм НУРС «Град-М» на 320 выстрелов, с лазерным дальномерным устройством ДВУ-2 и системой управления огнём ПС-73 «Гроза».
- 4 пусковые установки ЗРК «Стрела-3» c ракетами 9М32.
- Одна пусковая установка шнуровых зарядов предназначена для образования безопасных проходов в минных полях на глубинах от 5 метров или создания прохода на побережье для высадки десанта шириной до 10 метров.
- Корабль может использоваться для постановки минных заграждений с открытой аппарели вручную до 95 штук, которые размещаются в танковом трюме взамен техники.
- Кроме двух спаренных 57-мм артиллерийских установок АК-725 никакого другого вооружения на БДК-101 не было (1983-1986)

|                                 |              |                                   |          |                                     |
| Артиллерийская установка АК-725 | А-215 Град-М | Макеты 122-мм реактивных снарядов | Стрела-3 | Большая корабельная якорная мина КВ |

### Радиотехническое вооружение
- РЛС общего обнаружения МР-302 «Рубка» с дальностью действия до 100 км.
- НРЛС «Дон» для обнаружения надводных целей до 25 км и воздушных целей на расстоянии до 50 км.
- Две пусковые установки КЛ-101 советского корабельного комплекса радиоэлектронного подавления, постановки пассивных помех и ложных тепловых целей ПК-16 с турбореактивными противорадиолокационными снарядами помех ТСП-60.

|                                        |                       |                |                                                  |                                 |
| Антенное и радиолокационное вооружение | РЛС СУО МР-103 «Барс» | Антенная мачта | Пусковая установка КЛ-101 постановки помех ПК-16 | Рабочее место оператора в рубке |

### Силовая установка
- Два 16-цилиндровых дизеля типа 16ZVB 40/48 «Згода-Зульцер» мощностью 9600 л.с. каждый с системой управления типа USSG-11.1, всережимные регуляторы частоты вращения РGА-58, редукционная станция обеспечения сжатым воздухом в 0,6 МПа и 0,15 МПа.[4].
- Две выдвижные кормовые вспомогательные винто-рулевые колонки.
- В качестве источников электроэнергии используются три дизель-генератора «Cegielski-Sulzer» 6А25 мощностью по 640 кВт.

## История службы

### 1980-е
БДК-101 вошел в боевой состав Тихоокеанского флота 19 декабря 1981 года.
С 1985 по 1986 год боевая служба в Индийском океане. БДК-101 обеспечивал функционирование 933-го ПМТО (в/ч 90245) остров Нокра (архипелаг Дахлак, Эфиопия), сменив на посту БДК «Николай Вилков».
Во время внутреннего конфликта в Йемене 1986 года принимал участие в эвакуации советских граждан из охваченного войной города-порта Аден. В этой операции наряду с БДК-101 были задействованы как гражданские, так и боевые корабли 8-й оперативной эскадры (МТ «Запал», ПБ «Волга», танкер «Владимир Колечицкий», балкер «Зоя Космодемьянская», ролкер «Смоленск», ролкер «Павел Антокольский»). 17 января 1986 года три советских корабля (МТ «Запал», БДК-101, ПБ «Волга») вышли из Адена, приняв около 1000 человек, и доставили их в порт Джибути. Из-за обстрелов с берега (ПБ «Волга» подверглась обстрелу и была вынуждена уйти в море, в зону, недосягаемую для снарядов, в ролкер «Смоленск» попал снаряд и ранил второго механика) дальнейшее выполнение операции перенесли на ночное время. Наряду с советскими кораблями в операции участвовали корабли Великобритании (королевская яхта «Britannia», эсминец «Newcastle» D-87, фрегат «Jupiter» F-60, океанографическое судно HMS «Hydra», танкер «Brambleleaf», грузовое судно MV «Diamond Princess») и Франции (фрегат «De Grasse», два фрегата «Victor Schoelcher» F-725, «Doudart de Lagree» F-728 и плавмастерская «Jules Verne» A-620 с тремя вертолётами на борту 1 «Пума» и 2 «Алуэтт III»). За время всей операции по эвакуации из порта Аден было эвакуировано более 5000 советских и более 10000 иностранных граждан. Война в Йемене была описана и показана в сериале 2007 года Русский перевод.

### 1990-е
С 1990 года по февраль 1991 года — второй поход БДК-101 с десантной группой морской пехоты подполковника Филонюка на боевую службу в Индийский океан на эфиопский остров Нокра архипелага Дахлак. 13 октября 1990 года сменил на посту БДК-14 с охранявшей базу десантной группой черноморцев капитана 2-го ранга А. Горбачева. БДК-101 предстояло оборонять базу ПМТО. 19 октября 1990 года МПК «Комсомолец Молдавии» проводил конвой в составе 2-х больших десантных кораблей БДК-14, БДК-101, танкера «Шексна» и МТ «Параван». С острова Асарка-Северная и мыса Кароли конвой был обстрелян береговыми батареями. Ответным огнём были уничтожены позиции пехоты, береговая батарея и склад боеприпасов противника. 1 декабря 1990 года морские пехотинцы под командованием подполковника Филонюка с БДК-101 сменили морских пехотинцев подполковника В. Н. Жевако с БДК-14. После начала систематического обстрела и возникновения угрозы высадки эритрейского десанта на острова архипелага, для усиления наземной обороны с БДК была высажена десантно-штурмовая рота морской пехоты капитана А. Семыкина. Но эта мера уже не могла повлиять на фатальную ситуацию. В 7 часов утра 4 февраля 1991 года под видом очередной тренировки началась экстренная погрузка личного состава и имущества на БДК-101, плавмастерские ПМ-129, ПМ-156, другие корабли, вспомогательные суда и баржи. В ночь на 12 февраля 1991 года после приказа командира 85-й оперативной бригады кораблей на выход из бухты, корабли и суда (БДК-101, МТ «Дизелист», Т-72, ВМ-413, танкер «Шексна», МБСС-219, СХ-500, ПМ-129, ПМ-156, МБ-63, плашкоут) начали выдвигаться на внешний рейд бухты Мус-Нефит и далее за пределы территориальных вод Эфиопии. В нейтральных водах конвой перегруппировался и БДК-101 (командир капитан 3-го ранга Владимир Комолов) принял на буксир СХ-500. По прибытии на внешний рейд порта Аден конвой был расформирован и каждый корабль получил от 8-й оперативной эскадры индивидуальный план дальнейших действий. Личный состав 933-го ПМТО и приданных ему сил в марте 1991 года прибыл на ПМ-129 в порт Владивосток, где и был расформирован окончательно. Эвакуация 933-го ПМТО выполнялась в составе конвоя «КОН-63».
В 1996, 1997, 1999 годах БДК-101 занимался доставкой грузов на полуостров Камчатка. В 1999 году эвакуировал с Чукотки сокращаемые воинские части.

### 2000-е
В ноябре 2000 года, спасаясь от издевательств мичманов, более сорока матросов срочной службы сбежали со стоящего во Владивостокском судоремонтном заводе БДК-101. Они пришли в штаб ТОФ и подали жалобу на неуставные отношения со стороны трёх мичманов и двух старшин срочной службы. По результатам следствия прокуратуры ТОФ в рамках уголовного дела по статье 286 ч.3 УК РФ — «превышение должностных полномочий с применением насилия» виновные (мичман Сергей Сидоренко, мичман Егор Киселев, мичман Алексей Коноплев, старшина 1-й статьи Кизилов и главный корабельный старшина Ахмадулин) понесли наказания, а морякам срочной службы был предоставлен отпуск и путевки в Лермонтово.
С 2004 по 2005 год ремонт на Дальзаводе.
Приказом Главнокомандующего ВМФ адмирала Владимира Масорина от 24.01.2006 года двум кораблям присвоены имена «Ослябя» (БДК-101) и «Пересвет» (БДК-11). БДК-101 получил имя в честь героя Куликовской битвы легендарного воина-монаха Родиона Осляби. Это сделано для сохранения и приумножения славных русских военно-морских традиций при содействии Русской православной церкви. БДК «Ослябя» — третий корабль в ВМФ, носящий это имя. Первым был винтовой фрегат «Ослябя» (1858), вторым стал эскадренный броненосец 1-го ранга «Ослябя» (1903).
В ноябре 2007 года БДК «Ослябя» принял участие в высадке десанта на курильскую гряду в рамках стратегического командно-штабного учения (СКШУ) «Восток-2007». В практических действиях приняли участие более двадцати боевых кораблей, судов обеспечения и шесть летательных аппаратов. БДК произвели высадку морского десанта и техники на необорудованное побережье, прикрываемое корабельной и самоходной артиллерией для локализации условного очага терроризма в Приморье.
В апреле 2008 года прошли учения морской пехоты с высадкой десанта с БДК «Ослябя».

### 2010-е
В июле 2010 года на морском десантном полигоне «Клерк» на полуострове Клерка прошли тактические учения под руководством начальника береговых войск Тихоокеанского флота генерал-майора Сергея Пушкина по высадке морского десанта. В них приняли участие морские пехотинцы Тихоокеанского и Балтийского флотов. По легенде учений была выполнена заброска в «тыл врага» более 500 морских пехотинцев с самолетов авиации ТОФ. Большие десантные корабли «Николай Вилков», «Пересвет», «Ослябя» и БДК-98 осуществили высадку техники на берег условного противника, ещё три десантных катера также провели десантирование, отработаны сотни боевых упражнений, маневров, были задействованы практически все соединения и подразделения Тихоокеанского флота. Подводные лодки Приморской флотилии разнородных сил обеспечивали прикрытие. Для тихоокеанцев эти учения стали наиболее масштабными за последние 20 лет.
В апреле 2011 года на военном полигоне «Бамбурово» в Хасанском районе Приморья прошли учения с высадкой десанта 155 ОБРМП с больших десантных кораблей «Ослябя», БДК-98, «Николай Вилков».
В июле 2012 года БДК «Ослябя» в составе группы десантных кораблей принял участие в масштабных учениях Тихоокеанского флота, где осуществил высадку морского десанта в заливе Анива острова Сахалин.
- БДК «Ослябя» на YouTube

Весной 2013 года в составе отряда кораблей ТОФ участвовал в походе для выполнения задач в районах Тихого и Индийского океанов.
Отряд кораблей (ЭМ «Быстрый», БДК «Ослябя» и МБ «Калар») вышел из Владивостока 3 июня и отправился в военно-исторический морской «Поход памяти», посвященный победе в Великой Отечественной войне, 282-й годовщине Тихоокеанского флота и 200-летию со дня рождения адмирала Г. И. Невельского, по маршруту Невельск — Южно-Курильск — Северо-Курильск — Вилючинск — Охотск — Корсаков — Южно-Сахалинск. Пройдя за 25 суток 4200 миль, корабли военно-исторического «Похода памяти» прибыли в главную базу Тихоокеанского флота во Владивосток 28 июня 2013 года.
В сентябре 2013 года учения в Охотском море.
С 3 по 8 октября 2013 года в рамках празднования 75-летия Приморского края корабль совершил «Поход памяти», посетив порты Ольга, Преображение, Находка и Славянка. Моряки и ветераны побывали у памятников и мемориалов, где отдали почести павшим при защите морских рубежей России, провели «уроки мужества» для школьников.
Большой десантный корабль «Ослябя» прошёл ремонт до 30 июня 2015 года. Соответствующий заказ был размещен в открытом виде на сайте госзакупок. Ремонт произведён ОАО «Центр судоремонта „Дальзавод“».
- БДК «Ослябя» на YouTube
- БДК «Ослябя» на YouTube
- БДК «Ослябя» на YouTube
- БДК «Ослябя» на YouTube

В марте 2018 года корабль принял участие в учении по высадке морского десанта с выполнением артиллерийских стрельб и получил морской допуск к проведению боевых упражнений.
5 июля 2018 года в бухте Кетовая под Владивостоком  большой десантный корабль «Ослябя» сел на мель. По словам официального представителя ТОФ Николая Воскресенского, судно повредило дно, ремонт которого обошелся в 7 миллионов рублей. Владивостокский гарнизонный военный суд вынес приговор капитану второго ранга Алексею Киселеву, которого признал виновным в происшествии. А. Киселеву было назначено наказание в виде трех лет лишения свободы условно с испытательным сроком два года.
В 2019 году в течение двух месяцев совершал дальний морской поход, решал задачи в акваториях Японского и Охотского морей. Вернулся во Владивосток 23 ноября 2019 года.

### 2020-е
12 ноября 2020 года корабль вернулся во Владивосток после пятимесячного морского похода. В составе десантной группы Тихоокеанского флота был задействован в учениях с группировкой сил в дальней морской зоне и в военно-морском учении «Океанский щит-2020», в ходе которых впервые в истории высадился морской десант на необорудованное побережье Чукотского полуострова. За 158 суток прошёл более 23 тыс. морских миль.

## Современное состояние
БДК «Ослябя», бортовой номер — 066. Входит в состав 100-й бригады десантных кораблей Приморской флотилии разнородных сил Тихоокеанского флота. Ежегодно осуществляет переброску техники 155-й бригады морской пехоты Тихоокеанского флота на морской десантный полигон, с целью проведения отработки задач. Входит в кампанию. Место постоянной дислокации — Фокино. За прошедшие годы БДК успешно выполнил 15 боевых служб, перевез более 35000 десантников, прошел более 112 тысяч миль. Неоднократно признавался лучшим кораблем 2-го ранга Тихоокеанского флота. Является постоянным участником военно-морских парадов кораблей ТОФ.

## Командиры БДК в разное время
- Капитан 2-го ранга Виталий Дубасов
- Капитан 3-го ранга Константин Туль
- Капитан-лейтенант Владимир Батршин
- Капитан 3-го ранга Владимир Комолов
- Капитан 2-го ранга Вадим Глущенко
- Капитан 2-го ранга Игорь Акулов
- Капитан 2-го ранга Андрей Огнев
- Капитан 2-го ранга Лев Глущенко
- Капитан 3-го ранга Сергей Комолов
- Капитан 2 ранга Петрушин Константин
- Капитан 2 ранга Сергей Эйсмонт
- Капитан 2-го ранга Игорь Акулов
- Капитан 3-го ранга Александр Немиров
- Капитан 2-го ранга Асад Тавкаев
- Капитан 2-го ранга Олег Николаев
- Капитан 2-го ранга Игорь Спирин

## Бортовые номера
- с 1985 года 090
- с 1989 года 081
- с 1991 года 069
- с 1994 года 066